# Ричвуд (Західна Вірджинія)
Ричвуд (англ. Richwood) — місто (англ. city) в США, в окрузі Ніколас штату Західна Вірджинія. Населення — 1660 осіб (2020).

## Географія
Ричвуд розташований за координатами 38°13′21″ пн. ш. 80°32′17″ зх. д. / 38.22250° пн. ш. 80.53806° зх. д. (38.222431, -80.538152).  За даними Бюро перепису населення США в 2010 році місто мало площу 4,32 км², з яких 4,17 км² — суходіл та 0,15 км² — водойми.

## Демографія
Згідно з переписом 2010 року, у місті мешкала 2051 особа в 889 домогосподарствах у складі 543 родин. Густота населення становила 475 осіб/км².  Було 1163 помешкання (269/км²).
Расовий склад населення:
| - 97,1 % — білих - 0,4 % — корінних американців - 0,2 % — чорних або афроамериканців |

До двох чи більше рас належало 2,2 %. Частка іспаномовних становила 0,7 % від усіх жителів.
За віковим діапазоном населення розподілялося таким чином: 18,9 % — особи молодші 18 років, 56,4 % — особи у віці 18—64 років, 24,7 % — особи у віці 65 років та старші. Медіана віку мешканця становила 49,0 року. На 100 осіб жіночої статі у місті припадало 89,6 чоловіків;  на 100 жінок у віці від 18 років та старших — 87,3 чоловіків також старших 18 років.
Середній дохід на одне домашнє господарство  становив 35 545 доларів США (медіана — 27 234), а середній дохід на одну сім'ю — 40 495 доларів (медіана — 33 553). За межею бідності перебувало 33,3 % осіб, у тому числі 48,4 % дітей у віці до 18 років та 27,6 % осіб у віці 65 років та старших.
Цивільне працевлаштоване населення становило 642 особи. Основні галузі зайнятості: освіта, охорона здоров'я та соціальна допомога — 33,3 %, роздрібна торгівля — 16,5 %, виробництво — 15,0 %.